# Робин Гуд делит золото
«Робин Гуд делит золото» (англ. Robin Hood's Golden Prize, Child 147, Roud 3990) — английская народная баллада, входящая в цикл баллад о Робин Гуде. Впервые её текст появляется в 1663 году в дешёвом печатном издании. В 1656 году она была, вероятно, зарегистрирована в реестре гильдии книготорговцев (англ. Stationers' Register), а один из известных бродсайдов может быть датирован 1650 годом. Помпезное начало баллады вызывало предположения о «коммерческом» её происхождении и о том, что её автором был Лоуренс Прайс.
На русский язык под названием «Робин Гуд молится богу» балладу перевёл Игнатий Михайлович Ивановский.

## Сюжет
Робин Гуд надевает на себя робу с капюшоном и берёт чётки с распятием, изображая монашествующего брата. На дороге он встречает двоих священников, едущих верхом. Робин просит у них благословления и денег, заявляя, что весь день ничего не ел и не пил. Церковники ответствуют, что у них нет ни пенни, поскольку с утра их ограбили. Робин выражает сомнение в их словах и намеревается проверить это сам. Святые отцы пытаются скрыться, но разбойник ссаживает их с коней. Его просят о пощаде, а Робин предлагает всем вместе помолиться о ниспослании им денег. Священники с готовностью встают на колени, и пока они усердно молятся, их спутник весело распевает. Проходит час, и Робин прерывает церковников, предлагая проверить действенность их трудов и разделить все возникшие деньги поровну. Служители церкви заявляют, что молитва не возымела успеха, однако стрелок обыскивает их собственноручно, обнаружив пять сотен монет. Он отдаёт им обратно по пятьдесят фунтов, забрав остальное себе. Святые отцы поднимаются с колен, думая отправиться своей дорогой, но перед этом Робин берёт с них три клятвы: никогда не лгать, не бесчестить девушек и чужих жён, а также щедро подавать беднякам, упоминая о встрече со святым братом. После этого он сажает их на коней, и, довольный собой, возвращается в лес.
Фрэнсис Джеймс Чайлд отмечает, что в фольклоре распространены подобные сюжеты: разбойник облапошивает кого-то — как правило, священника, делая вид, что произошло чудо, и деньги появились в ответ на молитву.